# Arroyo López Guerrero
El arroyo López Guerrero es un curso de agua ubicado en la provincia de Misiones, Argentina que desagua en el río Uruguay.
El mismo nace en la sierra del Imán, cerca de la ciudad de Dos Arroyos en el departamento homónimo y que con rumbo sureste se dirige hasta desembocar en el río Uruguay aguas arriba de la ciudad de San Javier.
- Datos: Q5705741